# Cornelis de Graeff
Cornelis de Graeff (født 15. oktober 1599, død 4. maj 1664) var en nederlandsk aristokrat og politiker fra den hollandske guldalder.

## Biografi
Cornelis de Graeff blev født i Amsterdam, og han var søn af Jacob Dircksz de Graeff og hans hustru Aeltje Boelens Loen. Familien De Graeff var af østrigsk oprindelse og en af de vigtigste familier i Amsterdam-patriciatet. De Graeff giftede sig med Catharina Hooft den 14. august 1635.
På grund af Amsterdams magt var Cornelis de Graeff (1599-1664) en af de mest indflydelsesrige personer i De Forenede Provinser i den første periode uden guvernørskab (1650-1672). Familierne De Graeff og Bicker var blandt de vigtigste tilhængere af en ende på den 30-årige krig med Spanien, som endte med freden i Münster i 1648,,. De Graeff var delegeret i de nederlandske generalstater fra 1645 til 1647. Han tilhørte det republikanske parti af Andries Bicker og Johan de Witt, der stod i opposition til huset Oranien.
I 1658 sendte han hjælpsomt flåden til Polen, og i 1659 lod han Jacob van Wassenaer Obdam bringe Danmark undsætning under Københavns belejring. Alt imens havde Cornelis de Graeff indadtil fremmet de republikanske bypatricieres magt og holdt fyrstehusets parti nede. Hans politik stod i nøje samklang med hans faders stilling over for fyrstehuset. De Graeff vogtede nøje på sit partis magt. Han oplærte Vilhelm III.